# Textilaria
Textilaria es un género de foraminífero bentónico que representa un nombre erróneo de Textularia de la subfamilia Textulariinae, de la familia Textulariidae, de la superfamilia Textularioidea, del suborden Textulariina y del orden Textulariida. Su especie tipo era Textilaria sagittula. Su rango cronoestratigráfico abarcaba desde el Paleoceno hasta la Actualidad.

## Clasificación
Textilaria incluía a las siguientes especies:
- Textilaria abbreviata
- Textilaria acuta
- Textilaria agglutinans
- Textilaria americana
- Textilaria angularis
- Textilaria canaliculata
- Textilaria candeiana
- Textilaria caspia
- Textilaria communis
- Textilaria complanata
- Textilaria concava
- Textilaria digitata
- Textilaria eximia
- Textilaria folium
- Textilaria fungiformis
- Textilaria gramen
- Textilaria heterostoma
- Textilaria loeevigata
- Textilaria marginata
- Textilaria mayeriana
- Textilaria obtusa
- Textilaria pygmoea
- Textilaria sagittula
- Textilaria spinigera
- Textilaria triseriata
- Textilaria tuberosa